# 布鲁诺·勒尔策

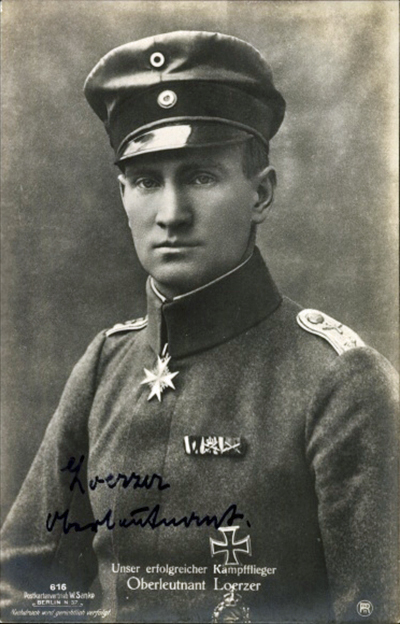
布鲁诺·勒尔策

布鲁诺·勒尔策（Bruno Loerzer，1891年1月22日—1960年8月23日）是一位德国空军飞行员、军官，曾参加过两次世界大战。他曾在一战期间取得过44次空战胜利，是德国王牌飞行员之一，曾担任德意志帝国首支空中力量德意志帝国陸軍航空队中的第3战斗机联队（Jagdgeschwader III）联队长。
勒尔策与赫尔曼·戈林关系亲近，他因此在战间期加入了纳粹德国空军，至二战结束时，他已晋升為德国大将。戈林一度表示勒尔策是自己麾下“最懒惰的将军”，但还是会驳斥其他人对勒尔策的批评，戈林曾如此说过，“我得有个能在晚上陪我一起喝杯红酒的人”。